# Blair Davenport
Beatrice Saint Clere Priestley, detta Bea Priestley (Harrogate, 22 marzo 1996), è una wrestler britannica sotto contratto con la New Japan Pro-Wrestling.

## Biografia
Nel 2010, all'età di quattordici anni, le è stato diagnosticato un tumore al cervello; si è operata con successo nel 2014, poco prima di iniziare ad allenarsi con Travis Banks.

## Carriera

### Circuito indipendente (2015–2020)
Bea Priestley inizia ad allenarsi nel 2014 in Nuova Zelanda sotto la guida di Travis Banks. L'anno seguente si trasferisce a Londra per continuare la carriera da wrestler, allenandosi nel programma di sviluppo della Progress Wrestling.
Bea Priestley compie il suo debutto sul ring il 23 gennaio 2015, lottando per la International Pro Wrestling United Kingdom, sconfiggendo Rosie Leigh. Otto giorni dopo, ricompare perdendo un match a squadre con Jetta contro Tennessee Honey e Toni Storm. Proprio contro la Honey ottiene un match valevole per l'IPW:UK Women's Championship, uscita sconfitta per squalifica. Il 21 febbraio, debutta nella British Empire Wrestling, dove è stata sconfitta da Dragonita. Il 24 settembre, debutta per la Ironfist Wrestling, prendendo parte ad un Triple threat match valevole per il vacante Ironfist Women's Championship insieme a Millie Marks e Lana Austin, vinto dalla Marks. Il 29 ottobre, debutta nella Over The Top Wrestling, prendendo parte al torneo per decretare la nuova OTT Women's Champion, ma è stata sconfitta da Martina in semifinale. Il 25 novembre, debutta nella Ultimate Pro Wrestling, dove ha sconfitto Kat Von Kaige, mentre il 19 gennaio 2017 è stata sconfitta da Ayesha Ray. Il 5 febbraio, debutta nella HOPE Wrestling, dove ha sconfitto Bobbi Tyler, mentre il 17 febbraio è stata sconfitta da Jayde, in un match arbitrato dalla Tyler. Il 14 maggio, debutta nella Sacrifice Pro Wrestling, dove è stata sconfitta da Jayde. Il 23 aprile, debutta nella Lucha Forever, dove ha sconfitto Lana Austin. Il 17 giugno, debutta nella Riptide Wrestling, dove è stata sconfitta da Laura Di Matteo. Il 24 giugno, debutta nella Reloaded Championship Wrestling Alliance, dove vince un Mixed tag team match insieme ad Ash Draven contro Danny Duggan e Livvii Grace. Il 22 luglio, debutta nella Southern Pro Wrestling, dove ha sconfitto Ashlee Spencer. Il 4 agosto, debutta nella PWA Black Label, dove ha sfidato Shazza McKenzie per il PWWA Championship, venendo sconfitta. Il 5 agosto, debutta nella Melbourne City Wrestling, dove è stata sconfitta da Kellyanne. Il 23 settembre, debutta nella Shropshire Wrestling Alliance, vincendo un match a coppie insieme a Jayde contro Kat Von Kaige e Shax. L'8 ottobre, debutta nelle Fierce Females, sfidando Viper per il Fierce Females Championship, uscendone sconfitta. L'8 giugno 2018, debutta nella Project W, dove è stata sconfitta da Kip Sabian in un Intergender match. Il 28 giugno, debutta nella Frontline Wrestling, dove è stata sconfitta da Toni Storm. Il 29 settembre, debutta nella Fight Club: PRO, perdendo uno Scramble match in favore di Jinny. Il 20 febbraio 2019, debutta nella ATTACK! Pro Wrestling, dove è stata sconfitta da Yuu.
La Priestley effettua il suo debutto ufficiale nella PROGRESS Wrestling il 13 marzo 2016, venendo sconfitta da Elizabeth. L'11 dicembre, Bea prende parte al Natural Progression Series IV Tournament, ma è stata eliminata da Toni Storm al primo turno. Il 16 marzo 2017, durante un evento trasmesso televisivamente, la Priestley è stata sconfitta da Jinny. Il 27 giugno, Bea è stata sconfitta anche da Isla Dawn. Il 10 gennaio 2018, continua la striscia negativa della Priestley, sconfitta questa volta da Millie McKenzie, che la sconfigge quattro giorni dopo in coppia con Charli Evans, mentre Bea fa squadra con Nina Samuels. Il 24 febbraio 2019, Bea torna nella compagnia, sconfitta nuovamente da Millie McKenzie.
Il 26 agosto 2016, la Priestley debutta per la Revolution Pro Wrestling, dove è stata sconfitta da Zoe Lucas. Il 3 settembre 2017, Bea è stata sconfitta da Jinny. Il 20 gennaio 2018, la Priestley perde un Triple threat match valevole per il RevPro Undisputed British Women's Championship, dove la campionessa Jinny riesce a difenderlo; nel match era compresa anche Millie McKenzie. Il 2 settembre, Bea è stata sconfitta da Zoe Lucas. Il 15 febbraio 2019, la Priestley ha sfidato Zoe Lucas per il RevPro Undisputed British Women's Championship, ma è stata sconfitta.
La Priestley effettua il suo debutto per la WhatCulture Pro Wrestling il 6 gennaio 2017, vincendo un Triple threat match contro Ivelisse e Tessa Blanchard. Il 12 febbraio, Bea ha sfidato Nixon Newell per il Defiant Women's Championship, uscendone sconfitta, però il giorno successivo riesce a batterla, conquistando dunque il titolo per la prima volta. Dopo averlo difeso contro Kay Lee Ray e Tessa Blanchard, il 16 giugno viene sostituita da Viper durante il suo match titolato contro Kay Lee Ray, la quale riesce a conquistarlo, perdendolo quindi dopo 123 giorni di regno. Il 12 dicembre, dopo che la federazione cambia nome in Defiant Wrestling, viene sconfitta da Millie McKenzie, non riuscendo a diventare la prima sfidante al titolo (adesso rinominato Defiant Women's Championship). Il 28 maggio 2018, Bea sconfigge Chardonnay conquistando lo spot di nº1 contender, che sfrutta il 17 giugno dove batte Millie McKenzie, diventando così una due volte campionessa della federazione. Il 26 agosto, la Priestley difende il titolo contro Zoe Lucas. Il 3 dicembre, la Priestley perde il titolo durante un Gauntlet match, dove viene eliminata per penultima da Lana Austin, mentre Kanji vince poi la cintura, perdendola così dopo 169 giorni di regno. Comincia così una faida con la Austin, che Bea riesce a battere il 9 febbraio 2019 in un Falls Count Anywhere match. Il 16 febbraio, Bea ha la possibilità di sfidare Kanji per il titolo, ma termina in no-contest dopo le interferenze di Lana Austin e Lizzy Styles, culminando in una sfida a coppie, nella quale la Priestley e Kanji ne escono sconfitte. Questa sarà l'ultima apparizione della Priestley nella federazione, seguita anche dalla chiusura di essa, avvenuta il 1º agosto.
La Priestley effettua il suo debutto per la Pro-Wrestling: EVE l'8 settembre 2017, venendo sconfitta da Livvii Grace. Le due si riaffrontano il 14 dicembre, dove questa volta la Priestley ottiene una vittoria. La loro faida riprende fino al 13 gennaio 2018, dove la Priestley viene sconfitta in un Ladder match. Il 12 maggio, Bea è stata sconfitta da Toni Storm. Il 29 settembre, Bea è stata sconfitta anche da Viper. Il 12 febbraio 2019, la Priestley ha sconfitto Darcy Stone.
Bea Priestley debutta per la World Of Sport Wrestling durante la puntata del 4 agosto 2018, dove ha preso parte ad un Triple threat match per decretare l'inaugurale WOS Women's Champion insieme a Kay Lee Ray e Viper, vinto dalla Ray, che conquista così il titolo. Nella puntata del 18 agosto, la Priestley affronta Kay Lee Ray per il WOS Women's Championship, ma termina in no-contest dopo l'intervento di Viper. Nella puntata del 25 agosto, la Priestley prende parte ad una Battle royal match valevole per il WOS Women's Championship che vede coinvolte Ayesha Raymond, Kasey Owens, Viper e la campionessa Kay Lee Ray, la quale difende la cintura. Nella puntata del 15 settembre, la Priestley e Will Ospreay hanno sconfitto Kay Lee Ray e Stevie Boy in un Mixed tag team match. Bea ritorna il 18 gennaio 2019, prendendo parte ad un Triple threat match insieme a Viper e la campionessa Kay Lee Ray, dove a vincere è Viper vincendo così il titolo, che la Priestley conquista il giorno successivo sconfiggendo proprio Viper, diventando la nuova WOS Women's Champion per la prima volta. Difende l'alloro contro Viper, per poi perderlo contro la stessa avversaria il giorno seguente, il 26 gennaio, dopo soli 7 giorni di regno. Il 2 febbraio, ritorna ad affrontare Viper per il titolo senza successo, stesso risultato che ottiene l'evento seguente durante un Triple threat match, dove però a vincere incontro e titolo è Chardonnay. Dopo questa sconfitta, lascia la promozione.

### Wonder Ring Stardom (2017–2020)
Bea Priestley fa il suo debutto nella federazione giapponese femminile World Wonder Ring Stardom il 14 ottobre 2017, prendendo parte al Goddesses Of Stardom Tag League Tournament lottando in coppia con Kelly Klein, vincendo tale competizione il 5 novembre sconfiggendo nella finale Jungle Kyona e Yoko Bito. Tale vittoria ha concesso ad entrambe di affrontare le Oedo Tai (Hana Kimura e Kagetsu) per i Goddesses Of Stardom Championship, dove sono state sconfitte. In precedenza, la Priestley ha sfidato Toni Storm per entrambi i SWA Undisputed World Women's Championship e World Of Stardom Championship, uscendone sconfitta. Il 25 marzo 2018, Bea fa coppia con Toni Storm e Xia Brookside sfidando le Queen's Quest (HZK, Io Shirai e Viper) per l'Artist Of Stardom Championship, ma vengono sconfitte. Il 31 marzo, Bea affronta Io Shirai per il Wonder Of Stardom Championship, ma è stata sconfitta. Il 30 aprile, la Priestley prende parte al Cinderella Tournament, dove viene eliminata in finale da Momo Watanabe. Il 5 gennaio 2019, la Priestley prende parte insieme a Utami Hayashishita e Viper al Trios Tag Team Tournament, vincendo il torneo sconfiggendo in finale le STARS (Arisa Hoshiki, Saki Kashima e Tam Nakano). Il 3 marzo, Bea ha affrontato Utami Hayashishita per l'EVE International Championship, ma termina in no-contest. Il 29 aprile, Bea prende parte al Cinderella Tournament, ma è stata eliminata da Hazuki al primo turno. Il 4 maggio, la Priestley ha sconfitto Kagetsu conquistando il World Of Stardom Championship per la prima volta. Il 16 maggio, Bea effettua la sua prima difesa titolata sconfiggendo Hazuki. Il 9 giugno, Bea ha difeso il titolo contro Konami. Il 24 luglio, Bea ha difeso il titolo contro Momo Watanabe. Il 10 agosto, Bea ha difeso il titolo contro Utami Hayashishita. Il 14 ottobre, Bea ha difeso il titolo contro Hana Kimura. Il 4 novembre, la Priestley ha perso il titolo contro Mayu Iwatani, dopo 184 giorni di regno. Il 15 novembre, la Priestley e Jamie Hayter sono state sconfitte dalle STARS (Arisa Hoshiki e Tam Nakano) nella finale del Goddesses Of Stardom Tag League. Il 19 gennaio 2020, la Priestley e Jamie Hayter hanno sconfitto le Tokyo Cyber Squad (Jungle Kyona e Konami) conquistando i Goddesses Of Stardom Championship per la prima volta. L'8 febbraio, Bea ha sfidato Arisa Hoshiki per il Wonder Of Stardom Championship, ma è stata sconfitta. L'8 marzo, la Priestley e Jamie Hayter hanno difeso i titolo contro le Queen's Quest (Momo Watanabe e Utami Hayashishita).

### All Elite Wrestling (2019–2020)
Il 22 gennaio 2019, è stato riportato che la Priestley è vicina al firmare un contratto con la nuova federazione di wrestling All Elite Wrestling, dopo aver rifiutato un contratto con la WWE. Il 27 febbraio, durante la presentazione di Road To Double Or Nothing, viene confermata la firma della Priestley nella compagnia, e il suo conseguente debutto il 13 luglio al pay-per-view Fight for the Fallen.
Il 13 luglio, a Fight for the Fallen, Bea compie il suo debutto nella federazione facendo squadra con Shoko Nakajima sconfiggendo Britt Baker e Riho; durante il match, la Baker soffre una commozione dopo un calcio subito dalla Priestley, instaurando una faida fra le due, stabilendosi dunque come heel. Il 31 agosto, ad All Out, la Priestley prende parte ad una 21-Women Casino Battle Royale per decretare una delle due sfidanti che si sarebbero affrontate per conquistare l'AEW Women's World Championship durante il debutto televisivo di AEW Dynamite, ma è stata eliminata da Britt Baker. Nella puntata di AEW Dark del 2 ottobre, Bea fa il suo debutto per uno show settimanale, dove lotta in coppia con Penelope Ford venendo sconfitte da Britt Baker. e Allie. Nella puntata di AEW Dynamite del 9 ottobre, Bea ed Emi Sakura sono state sconfitte da Britt Baker e Riho; a fine match, ha uno scontro proprio contro la Baker. Il 9 novembre, a Full Gear, la Priestley è stata sconfitta da Britt Baker per sottomissione; nel post match, Bea viene assalita dal duo composto da Awesome Kong e Brandi Rhodes, le quali strappano una ciocca di capelli dalla Priestley. Nella puntata di AEW Dynamite del 27 novembre, Bea ed Emi Sakura hanno sconfitto Hikaru Shida e Kris Statlander. Nella puntata di AEW Dark del 17 dicembre, la Priestley è stata sconfitta da Kris Statlander.
La Priestley fa il suo ritorno nella compagnia nella puntata di AEW Dynamite dell'11 marzo 2020, dove fa coppia con la AEW Women's World Champion Nyla Rose sconfiggendo Hikaru Shida e Kris Statlander; dopo la vittoria, Bea attacca brutalmente la campionessa ed alza in aria la cintura, lanciando chiaramente un messaggio di voler essere prossima in linea per conquistare il titolo. Il 13 agosto, Bea Priestley viene però rilasciata dalla AEW.

### WWE (2021–2025)

#### NXT UKeNXT(2021–2024)
Il 24 giugno 2021 venne annunciato che la Priestley aveva firmato con la WWE, e vennero successivamente mandate in onda delle vignette circa il suo debutto come Blair Davenport a NXT UK. Dopo numerose vittorie contro Emilia McKenzie, Nina Samuels e Xia Brookside, Blair ebbe modo di affrontare Meiko Satomura, detentrice dell'NXT UK Women's Championship, ma fallì nell'occasione di conquistare il titolo il 6 gennaio 2022 ad NXT UK.
Nella puntata di NXT 2.0 del 23 agosto Blair fece il suo debutto nello show nel backstage strappando una lettera di Dexter Lumis a Indi Hartwell. Successivamente, ebbe un confronto anche con Mandy Rose, detentrice dell'NXT Women's Championship, dove poi sopraggiunse anche Meiko Satomura, gettando le basi per il Triple Threat match valido per l'unificazione dell'NXT Women's Championship con l'NXT UK Women's Championship il 4 settembre a NXT Worlds Collide dove tuttavia fu la Rose a vincere. Il 30 settembre, nel Pre-Show di NXT No Mercy, sconfisse Kelani Jordan. Il 9 dicembre, ad NXT Deadline, vinse l'iron survivor challenge che comprendeva anche Fallon Henley, Kelani Jordan, Lash Legend e Tiffany Stratton, diventando la nuova sfidante di Lyra Valkyria per l'NXT Women's Championship. Nella puntata speciale NXT New Year's Evil del 2 gennaio affrontò Valkyria per il titolo femminile di NXT ma venne sconfitta.

#### SmackDown(2024–2025)
Il 29 aprile per effetto del draft fu trasferita nel roster di SmackDown.

## Personaggio

### Mosse finali
- Bea-Trigger/Knock-out Blow (WWE) (Running knee strike)
- Flawless Victory (Diving foot stomp)
- Fatality (Double wristlock)

### Soprannomi
- "Top Gaijin"

## Titoli e riconoscimenti
- What Culture Pro Wrestling/Defiant Wrestling
  - WCPW/Defiant Women's Championship (2)

- Fight Forever Wrestling
  - FFW Women's Championship (1)

- Pro Wrestling Illustrated
  - 20ª tra le 100 migliori wrestler femminili nella PWI Women's 100 (2019)

- Shimmer Women Athletes
  - SWA World Championship (1)

- World of Sport Wrestling
  - WOS Women's Championship (1)

- Wonder Ring Stardom
  - Artist of Stardom Championship (1) – con Natsuko Tora e Saki Kashima
  - Goddess of Stardom Championship (2) – con Jamie Hayter e Konami
  - SWA World Championship (1)
  - World of Stardom Championship (1)
  - Goddesses of Stardom Tag League (2017) – con Kelly Klein
  - Trios Tag Team League (2019) – con Utami Hayashishita e Viper
  - Stardom Year-End Award (1)
    - Special Merit Award (2020)